# Hargorejo (Kokap)
Hargorejo is een bestuurslaag in het regentschap Kulon Progo van de provincie Jogjakarta, Indonesië. Hargorejo telt 8253 inwoners (volkstelling 2010).